# 이니텍
이니텍 주식회사(영어: INITECH)는 대한민국의 정보보안 솔루션 및 금융 IT 서비스 기업으로, KT의 자회사이다.

## 역사
2025년 로이투자파트너스·사이먼제이앤컴퍼니가 경영권을 인수할 예정이다.

## 같이 보기
- KT